# Icius niger
Icius niger är en spindelart som beskrevs av Peelle, Saito 1933. Icius niger ingår i släktet Icius och familjen hoppspindlar. Inga underarter finns listade i Catalogue of Life.